# Andrew McCollum
Andrew McCollum (California, 4 settembre 1983) è un imprenditore statunitense, cofondatore e investitore informale di Facebook.

## Biografia

### Gli anni del college
McCollum frequentò l'università di Harvard con Mark Zuckerberg ed altri del team fondatore di Facebook. Lavorò a Facebook da febbraio 2004 a dicembre 2006. Precisamente, lavorò a Wirehog, un precursore delle applicazioni Facebook.

### Carriera
È il cofondatore di JobSpice, un servizio online che permette di realizzare curricula; è inoltre un imprenditore alla New Enterprises Associates e alla Flybridge Capital Partners.